# BTR-94
BTR-94 – ukraiński transporter opancerzony będący modyfikacją radzieckiego transportera BTR-80. Konstrukcja zaprojektowana i produkowana w fabryce im. Małyszewa. Pojazd był przeznaczony głównie na eksport. Był na wyposażeniu Jordanii, która później przekazała wszystkie pojazdy armii irackiej.

## Historia
W 1994 roku fabryka im. Małyszewa zakończyła fazę projektową nad krajową modyfikacją posiadanych transporterów BTR-80 radzieckiej konstrukcji. Tym, co odróżniało BTR-94 od konstrukcji, na której bazował, było zastosowanie zdalnie sterowanej wieżyczki BAU-23x2 z dwoma działkami 23 × 152 mm 2A7M, radaru GR-133 umożliwiającego wykrywanie celów naziemnych i powietrznych, zmodyfikowanych przyrządów celowniczych oraz noktowizyjnych. Pozostała charakterystyka pojazdu związana z opancerzeniem czy odpornością na broń masowego rażenia pozostały takie same, jak w przypadku BTR-80.
W 1997 roku Jordania zamówiła 50 transporterów BTR-94. Zostały one dostarczone jordańskiej armii na przełomie lat 1999–2000 przez Ukrspetseksport w imieniu fabryki im. Małyszewa. Realizacja kontraktu przyczyniła się także do kontrowersji związanych z finansami. Fabryka im. Małyszewa pozwała Ukrspetseksport, domagając się, aby spółka zajmująca się eksportem broni wyrównała straty w wysokości 12 milionów hrywien. Straty powstały w wyniku tego, iż Ukrspetseksport w ciągu dwóch miesięcy od zrealizowania kontraktu nie przekazał fabryce należnych 1 350 000 dolarów.
W 2004 roku Jordania przekazała wszystkie transportery armii irackiej z bliżej nieznanych powodów.

## Konstrukcja
BTR-94 jest opancerzonym transporterem kołowym o napędzie 8 × 8 ze zdolnościami amfibijnymi. Załoga składa się z dowódcy, kierowcy i strzelca. W przedziale desantowym jest miejsce dla 10 wyekwipowanych żołnierzy. Masa pojazdu wynosi 14 t, chociaż są źródła, które podają 13,6 t, a nawet 16,5 t. Wysokość BTR-94 to 2,8 m, szerokość 2,9 m, a długość to 7,65 m.

### Uzbrojenie
Pojazd został wyposażony w zdalnie sterowaną wieżyczkę BAU-23x2, w której zamontowane są dwa działka 23 × 152 mm 2A7M, takie same, jak w ZSU-23-4 Szyłka. Dodatkowym uzbrojeniem jest karabin maszynowy PKT kalibru 7,62 mm. Efektywny zasięg działek to 2000 m, co pozwala na rażenie jednostek latających na niskim pułapie.

### Wyposażenie
BTR-94 ma zmodyfikowane przyrządy celownicze, a także dodany system noktowizji i kamery wideo. Wieżyczka została wyposażona w radar GR-133, który umożliwia wykrywanie celów naziemnych (zasięg 20 km) i powietrznych (zasięg 30 km). Radar może zostać zintegrowany z innymi systemami dowodzenia, aby móc przekazywać dane z pola walki. Po obu stronach wieżyczki zamontowano po trzy wyrzutnie granatów dymnych.

### Napęd i osiągi
Transporter napędzany jest przez silnik Diesla o mocy 300 KM, taki sam, jak użyty w BTR-80UP.  Dzięki temu pojazd może poruszać się z prędkością maksymalną 90 km/h po drogach, a przeszkody wodne może pokonywać z prędkością maksymalną 10 km/h. Zbiorniki paliwa mają pojemność 300 l.
Maksymalny zasięg pojazdu szacuje się na 600–800 km.

## Użytkownicy
Jordania
W 1997 roku Jordania zamówiła 50 transporterów BTR-94. Kontrakt opiewał na sumę 6,5 milionów dolarów.
 Irak
W 2004 roku Jordania przekazała wszystkie swoje transportery brygadzie zmechanizowanej policji Iraku.